# 福士勇
福士 勇（ふくし いさむ、1919年6月14日 - 1944年）は、日本のプロ野球選手（投手）。青森県青森市出身。

## 来歴・人物
1938年（昭和13年）に青森県立商業学校を卒業後、青森林友倶楽部野球部（青森営林局の社会人野球チーム）へ入団。6月に行われた函館太洋倶楽部（北海道の強豪チーム）との試合で勝利投手となり、7月に行われた都市対抗野球大会県予選では3試合に登板・好投する活躍を見せた。秋にライオン軍へ入団しプロ入り。
入団時は捕手であったが、チームに投手が4人しかいない事情もあり、投手へ転向した。球団名が「朝日軍」となった1941年（昭和16年）はシーズンの敗戦数が28敗となり、これは現在も日本プロ野球（NPB）歴代2位の記録となっている。
すでに太平洋戦争が始まっていた1942年（昭和17年）シーズン途中に退団。同年に軍へ応召し、1944年（昭和19年）にフィリピンのルソン島で戦死した。
没後、東京ドーム敷地内にある鎮魂の碑に、福士の名前が刻まれている。

## 詳細情報

### 年度別投手成績
| 年 度     | 球 団         | 登 板 | 先 発 | 完 投 | 完 封 | 無 四 球 | 勝 利 | 敗 戦 | セ 丨 ブ | ホ 丨 ル ド | 勝 率 | 打 者 | 投 球 回 | 被 安 打 | 被 本 塁 打 | 与 四 球 | 敬 遠 | 与 死 球 | 奪 三 振 | 暴 投 | ボ 丨 ク | 失 点 | 自 責 点 | 防 御 率 | W H I P |
| --------- | ------------- | ----- | ----- | ----- | ----- | -------- | ----- | ----- | -------- | ----------- | ----- | ----- | -------- | -------- | ----------- | -------- | ----- | -------- | -------- | ----- | -------- | ----- | -------- | -------- | ------- |
| 1939      | ライオン 朝日 | 52    | 31    | 18    | 3     | 1        | 12    | 19    | --       | --          | .387  | 1256  | 294.0    | 241      | 7           | 140      | --    | 3        | 79       | 1     | 1        | 121   | 92       | 2.82     | 1.30    |
| 1940      | ライオン 朝日 | 50    | 22    | 8     | 0     | 0        | 7     | 21    | --       | --          | .250  | 1052  | 237.1    | 210      | 2           | 117      | --    | 2        | 92       | 2     | 1        | 107   | 74       | 2.80     | 1.38    |
| 1941      | ライオン 朝日 | 57    | 37    | 31    | 5     | 0        | 17    | 28    | --       | --          | .378  | 1684  | 396.2    | 293      | 6           | 234      | --    | 8        | 116      | 3     | 0        | 121   | 83       | 1.88     | 1.33    |
| 1942      | ライオン 朝日 | 24    | 20    | 11    | 2     | 0        | 9     | 9     | --       | --          | .500  | 731   | 172.2    | 138      | 0           | 92       | --    | 1        | 47       | 1     | 0        | 53    | 36       | 1.87     | 1.33    |
| 通算：4年 | 通算：4年     | 183   | 110   | 68    | 10    | 1        | 45    | 77    | --       | --          | .369  | 4723  | 1100.2   | 882      | 15          | 583      | --    | 14       | 334      | 7     | 2        | 402   | 285      | 2.33     | 1.33    |

- 各年度の太字はリーグ最高
- ライオン（ライオン軍）は、1941年に朝日（朝日軍）に球団名を変更

### 背番号
- 18 （1938年 - 1942年）[3]